# Krzyżowniki (powiat kępiński)

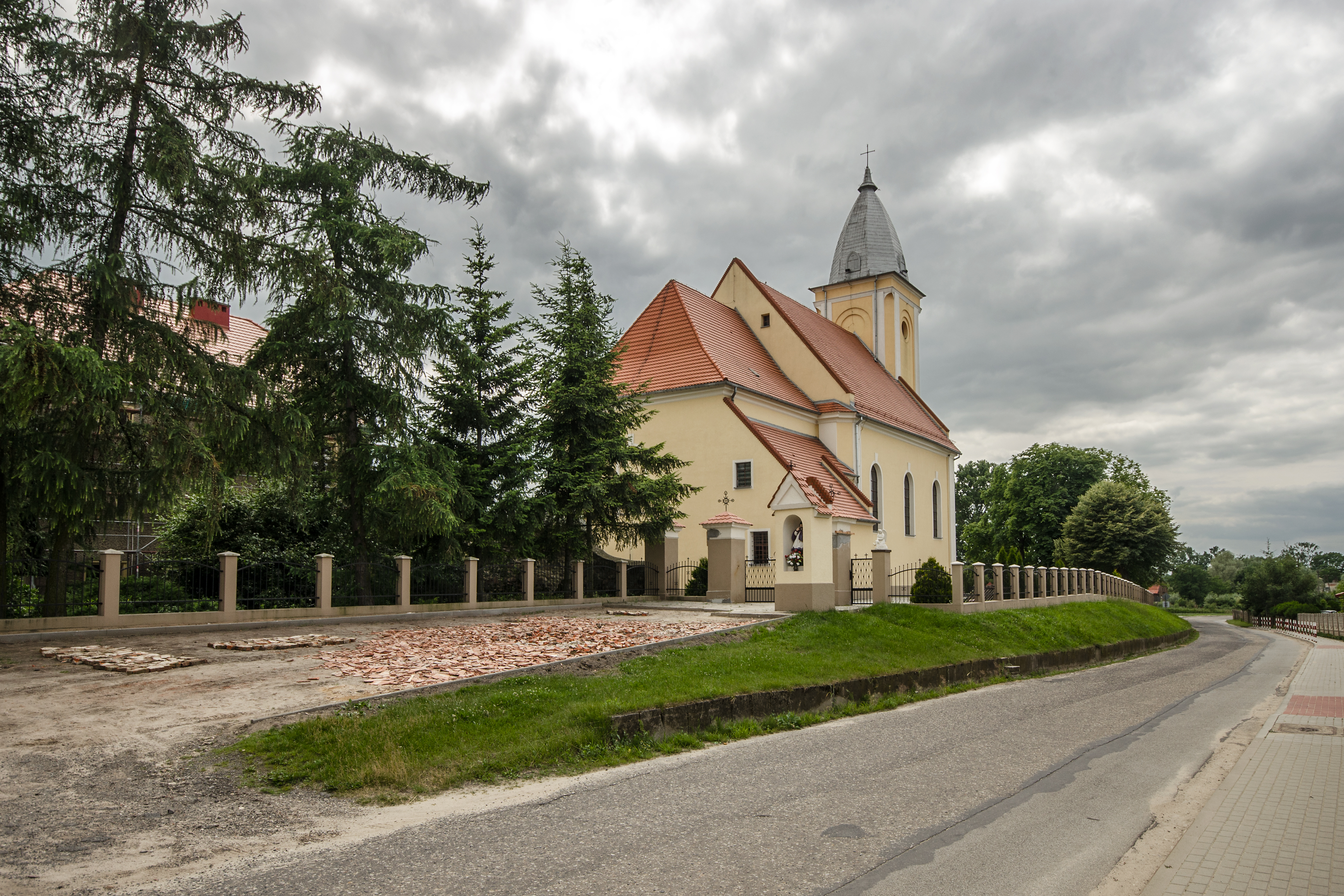
Kościół Nawiedzenia NMP w Krzyżownikach

Krzyżowniki (niem. Kreuzendorf) – wieś w Polsce położona w województwie wielkopolskim, w powiecie kępińskim, w gminie Rychtal.
W latach 1975–1998 miejscowość należała administracyjnie do województwa kaliskiego.

## Nazwa
W księdze łacińskiej Liber fundationis episcopatus Vratislaviensis (pol. Księga uposażeń biskupstwa wrocławskiego) spisanej za czasów biskupa Henryka z Wierzbna w latach 1295–1305 miejscowość wymieniona jest w zlatynizownej formie villa Cruciferorum.